# Born to Lead
"Born to Lead" é o terceiro single do álbum, Fashionably Late, da banda Americana Falling in Reverse lançado em 30 de maio de 2013.

## Fundo
Falling in Reverse cancelou as datas para se apresentar na Warped Tour devido ao fato de que a noiva de Ronnie Radke estava dando à luz em breve ao primeiro filho do casal e Radke tomou a decisão de ficar com o seu recém-nascido no verão de 2013. A declaração também expressa da banda, "Nossas sinceras desculpas a todos os fãs que compraram ingressos". Logo após isto, em 30 de maio Falling in Reverse lançou "Born to Lead", o terceiro single do álbum Fashionably Late.
A canção começa como uma balada, mas logo rasga em Diving bombs, grunhidos monstro e  batidas thrash. Optando fora de seu fluxo de rap recém-descoberto, Radke screams slogans de auto-ajuda como "Não deixe ninguém lhe dizer que você não pode realizar seus sonhos".

## Recepção

### Recepção crítica
| Críticas profissionais | Críticas profissionais |
| Avaliações da crítica  | Avaliações da crítica  |
| Fonte                  | Avaliação              |
| ---------------------- | ---------------------- |
| Kill Hipsters          | (positiva)             |
| Hell Hound Music       | [ 5 ]                  |

Kill Hipsters elogiou a canção e principalmente o trabalho de Jacky Vincent, afirmando que, "O solo tem uma Dragonforce sensação sobre ele, muitos Diving bombs, harmonias, o baixo é incrível e o trabalho da bateria é sólido. Jacky é sem dúvida um dos melhores membros da banda, ele é muito talentoso." Hell Hound Music citou: "[letra da canção] Acredite em mim/Porque eu nasci para liderar, Eu estou do seu lado/Então foda-se o que eles dizem. Radke grita por Falling in Reverse (ou apenas por ele?)[...a canção] com riffs rápidos e uma volta às suas raízes pop punk, prova para nós que Radke e companhia tem planos de tornar côncavos muito mais além do que apenas no rap este ano.

## Lista de faixas
"Born to Lead" foi escrita e composta por Ronnie Radke, Jacky Vincent  e Ryan Seaman.
| N.º | Título         | Duração |  |
| 1.  | "Born to Lead" | 5:20    |  |